# 조운 (시인)
조운(曺雲, 본명: 조주현, 본명 한자: 曺柱鉉, 1900년 7월 22일~몰년(1948년 3월? 중순 당시 월북 이후 행적 불명) 미상)은 일제 시대와 북의 시조 시인이었고, 본은 창녕(昌寧)이며, 호는 정주랑(靜州郞)이다. 직계 가계로는 1948년 당시 5명 함께 모두 월북한, 부인과 자녀 1남 2녀(3남매)가 있었다.
아직 월북 이전이던 1947년 당시 시조 시인 은퇴 및 절필과 함께 동국대학교 국어국문학과 교수 등을 잠시 지냈으며, 앞서 언급한 것처럼 관향(본관)은 창녕(昌寧)이고, 대한제국 전라남도 영광에서 출생하였으며, 1년 연하의 소설가 최서해(본명 최학송, 1901년생~1932년졸) 작가는 그의 배다른 자형(이복 서얼 매부)으로, 일곱살 터울이 있는 친가 배다른 서얼 누나 조분녀(1893년생~1982년졸) 여사의 8년 연하남 부군이기도 하다.

## 생애
목포상업전수학교(지금의 목상고등학교)를 나와 영광농업보습학교(지금의 영광중학교)에서 농업 교사 등으로 교편을 잡으면서 사회 계몽 운동을 하였다. 1921년 《동아일보》에 <불살너주오>를 발표한 후부터 민족주의적인 감정을 띤 현대 시조를 짓기 시작하였으며, 이후 《조선문단》에 〈초승달이 재 넘을 때〉, 〈나의 사람〉, 〈법성포 12경〉 등의 작품을 발표하였고, 1947년 《조운시조집》을 발간하였다.
그는 1926년 최남선·이병기 등과 함께 '국민문학운동'에 참여해 시조부흥론을 주장하였으며, 광복 후에는 조선문학가동맹에 가입하여 활동하면서 동국대학교 교수 등을 지냈다. 이후, 1948년 3월 중순 당시에 가족과 함께 월북하였다.

## 주요 경력
- 국민문학운동 사무위원 겸 총무위원(1926년 가입~1928년 사퇴)
- 조선문학동맹 사무위원(1945년 12월 13일 가입~1946년 2월 8일 합맹)
- 조선문학가동맹 사무위원 겸 총무위원(1946년 2월 8일 합맹~1947년 1월 8일 사퇴)
- 동국대학교 국어국문학과 교수(1947년 2월 임명~1947년 8월 사퇴)
- 남조선로동당 당무위원(1947년 10월 입당~1948년 1월 탈당)

## 월북 이후
조운 시인은 월북 이후 월북 문인이라는 이유로 이름이 잊혀졌으나, 1988년 월북 문인 해금 조치가 발표되어 학계에 알려져 재평가를 받게 되었다. 그의 탄생 100주년이 되는 2000년 7월 22일에 맞추어 '조운 탄생 100주년 기념사업추진위원회'의 주도로 《조운시조집》을 복간하였으며, 그의 고향인 전라남도 영광의 교육청 부지에는 2000년 6월 29일부터 시비 건립을 추진하였다. 하지만 2000년 7월 21일 밤, 전남 교육청 측에서 중장비를 동원하여 시비의 기단부를 훼손하여 제막식이 열리지 못했으며, 결국 2000년 9월 2일에야 제막식을 가졌다.